# Bussy-en-Othe
Bussy-en-Othe este o comună în departamentul Yonne, Franța. În 2009 avea o populație de 760 de locuitori.

## Evoluția populației
| An        | 1975 | 1982 | 1990 | 1999 | 2006 | 2009 |
| --------- | ---- | ---- | ---- | ---- | ---- | ---- |
| Populație | 743  | 822  | 812  | 829  | 758  | 760  |

## Personalități născute aici
- Émilie Desjeux (1861 - 1957), pictoriță.